# جبل عطية
جبل يقع في كيلو 11 في محافظة جدة أو حي المنتزهات.
يبلغ ارتفاع الجبل 200 متر ويقطن في أعلى الجبل مجموعة من الحيوانات القليلة جداً مثل الكلاب والقنافذ وبعض من الطيور يمثل الجبل مصدر رعب لسكان هذا الحي. لخوفهم من نزول بعض من هذه الحيوانات مما جعل البلدية تنشئ سور حول هذا الجبل لأمن المواطنيين. يفصل الجبل بين حيين حي المنتزهات الشرقي \كيلو11\وحي قويزة.